# Ерзовка (Махнёвское муниципальное образование)
Ерзовка — посёлок в Алапаевском районе Свердловской области России. Входит в состав Махнёвского муниципального образования.

## Географические положения
Посёлок Ерзовка расположен в 65 километрах (по автотрассе в 87 километрах) к северу от города Алапаевска, на правом берегу реки Тагил. В посёлке расположена станция Ерзовка Свердловской железной дороги.

## Население
| 2002 | 2010 |
| ---- | ---- |
| 59   | ↘37  |